# Михаил Сомов (судно)
Научно-экспедиционное судно (НЭС) «Михаил Сомов» — дизель-электроход, может быть использован в ледовом плавании при толщине сплошного льда до 70 см.
Названо в честь известного советского исследователя Арктики Михаила Михайловича Сомова (1908—1973).

## Постройка
Построен Херсонским судостроительным заводом Минстроя СССР, является заключительным семнадцатым судном проекта 550 типа «Амгуэма» (и пятым  из числа судов серии, построенных этим заводом, головное судно «Капитан Мышевский»), утверждённого Минсудпромом в проекте №550 в январе 1956 года.
Научно-экспедиционное судно заложено 10 октября 1974 года по заказу Госкомитета по гидрометеорологии и гидрологии СССР. Спущено на воду 28 февраля 1975 года.
Подъём Государственного флага СССР на «Михаиле Сомове» состоялся 8 июля 1975 года.
Этот день и считается днём рождения судна.
Оно было передано в НИИ Арктики и Антарктики под командование капитана М. Е. Михайлова 30 июля 1975 года. 2 сентября того же года «Михаил Сомов» вышел в свой первый рейс.

## История судна
«Михаил Сомов» участвовал в двадцать одной советской и российской Антарктических экспедициях. Выполнено более десятка рейсов от ААНИИ по перевозке грузов, в том числе и в Арктику.

#### Антарктический дрейф 1977 года
В 1977 году «Михаил Сомов» выполнял операцию по снабжению и смене персонала антарктической станции Ленинградская.
1 февраля 1977 года в точке 68°20' ю. ш., 162°32' в. д. «Михаил Сомов» вошёл в полосу 8 - 10-балльных льдов. Когда до выхода в полынью вблизи от станции оставалось около 30 миль (около 55 км), синоптическая обстановка внезапно ухудшилась. Из-за сильной метели судно легло в дрейф и за трое суток господствующим юго-восточным ветром вместе с ледяными полями было снесено на 56 миль (около 103 км) на запад. Лёд вокруг судна был поджат, всторошен, и оно не могло активно двигаться.
6 февраля 1977 года в 68°33' ю. ш., 158°05' в. д. начался дрейф «Михаила Сомова» во льдах Балленского ледяного массива.
В период с 19 февраля по 2 марта 1977 года была осуществлена смена персонала станции Ленинградская, находившейся на расстоянии 200 км. Станция была обеспечена топливом, продовольствием и другими грузами.
В конце марта ледовая обстановка стала улучшаться. 28 марта «Михаил Сомов» сумел развернуться в узкой трещине и начал пробиваться на восток. 
29 марта 1977 года, преодолев перемычку из тяжёлых всторошенных льдов в точке 66°40' ю. ш., 152°06' в. д., судно вышло на северную периферию Балленского ледяного массива.
Дрейф «Михаила Сомова» продолжался 53 дня, за это время судно продрейфовало около 250 миль.                                                                                                                                                                                                                                                           

#### Антарктический дрейф 1985 года
15 марта 1985 года во время обеспечения станции «Русская» «Михаил Сомов» (капитан В. Ф. Родченко) был зажат тяжёлыми льдами и оказался в вынужденном дрейфе вблизи побережья Антарктиды у Берега Хобса.
С дрейфующего судна вертолётами Ми-8 под командованием Б. В. Лялина было эвакуировано 77 участников экспедиции и членов экипажа на теплоход «Павел Корчагин». Эта операция была завершена 17 апреля 1985 года.
Для спасения «Михаила Сомова» был направлен ледокол «Владивосток». 26 июля 1985 года ледокол обколол лёд вокруг «Михаила Сомова» и 11 августа оба судна вышли на чистую воду.
В дрейфе «Михаил Сомов» находился 133 дня.

#### Антарктический дрейф 1991 года
4 мая 1991 года «Михаил Сомов» (капитан Ф. А. Песьяков) был экстренно направлен к станции Молодёжная для эвакуации более 150 полярников. Сквозь тяжёлые льды «Михаил Сомов» пробился в район станции Молодёжная и 9 июля 1991 года была завершена эвакуация полярников на борт судна. Обратно «Михаил Сомов» выйти не смог и был зажат льдами.
В течение 19 и 20 августа 1991 года, в условиях полярной ночи полярники и 15 членов экипажа вертолётами были вывезены обратно на станцию Молодёжная. При этом точное определение координат судна в условиях антарктической полярной ночи было достигнуто благодаря использованию космического радиолокатора с синтезированной апертурой, установленного на спутнике «Алмаз-1А».
22 августа 1991 года более 190 полярников были вывезены со станции самолётом Ил-76МД (командир Герой Советского Союза С. Г. Близнюк).
Ледовый дрейф судна продолжался до 28 декабря 1991 года.

### Современное состояние
1 мая 2000 года НЭС «Михаил Сомов» передано Северному УГМС. После заводского ремонта в том же году судно выполнило два рейса в рамках проекта «Арктика-2000» и по доставке грузов на полярные станции, на погранзаставы, нефтяникам, военным организациям западного сектора Арктики.
В 2001—2002 годах судно выполнило семь рейсов с научно-исследовательскими целями и по завозу грузов в высокие широты. В 2003 году состоялись научный рейс в рамках программы «Печора-Штокман 2003» и два «снабженческих» похода в Арктику.
В 2006 году НЭС «Михаил Сомов» выполнило один научный рейс и три снабженческих рейса по завозке грузов на полярные станции, погранзаставы, радионавигационные станции и военные объекты арктического сектора России.
По состоянию на ноябрь 2019 года судно «Михаил Сомов» находилось в эксплуатации у Северного межрегионального территориального управления Федеральной службы по гидрометеорологии и мониторингу окружающей среды. Используется для снабжения российских научных экспедиций в Арктике, для доставки на научные станции, пограничные заставы и иные объекты персонала, оборудования и припасов, а также для проведения научных исследований арктических льдов.
В первом квартале 2023 года судно прошло доковый ремонт на судоремонтном заводе «Красная кузница», который 28 марта того же года был завершён.
30 мая 2023 года вышло в рейс по снабжению полярных станций.
4 июля 2023 года вышло в рейс по снабжению станций Росгидромета. Село на мель 24 июля между островами Комсомольскими и Землей Вильчека. Экипаж был пересажен на вызванное судно Профессор Молчанов. Сошло с мели 8 августа Вернулось в порт Архангельск 18 августа.

## Награды судна
В 1985 году «Михаил Сомов» награждён орденом Трудового Красного Знамени за героический дрейф во льдах Антарктиды и успешное освобождение из ледового плена.
Капитан судна Валентин Филиппович Родченко был удостоен звания Героя Советского Союза, многие члены экипажа награждены правительственными наградами.